# Wiktor Lamot
Wiktor Lamot-Wrona, ps. „Wrona” (ur. 14 października 1891 w Starym Zamościu, zm. 8 maja 1959 w Pernhors) – podporucznik kawalerii Wojska Polskiego, wojewoda pomorski 1929–1931.

## Życiorys
Urodził się 14 października 1891 w Starym Zamościu, w ówczesnym powiecie zamojskim guberni lubelskiej, w rodzinie Jana.
W 1913 rozpoczął studia na Wydziale Prawa Uniwersytetu Jagiellońskiego. W czasie I wojny światowej żołnierz 1 Pułku Ułanów Legionów Polskich, a następnie Wojska Polskiego. 19 stycznia 1921 został mianowany z dniem 1 września 1920 podporucznikiem kawalerii. Pełnił wówczas służbę w Dowództwie Okręgu Generalnego w Łodzi, pozostając oficerem nadetatowym 11 Pułku Ułanów Legionowych. Został zweryfikowany w stopniu podporucznika ze starszeństwem z 1 czerwca 1919 w korpusie oficerów rezerwy kawalerii. W 1934 pozostawał w ewidencji Powiatowej Komendy Uzupełnień Pińczów. Posiadał przydział do Oficerskiej Kadry Okręgowej Nr X.
W styczniu 1921 został p.o. starosty pińczowskiego, od lutego 1922 starostą pińczowskim. W listopadzie 1921 otrzymał zezwolenie na dodanie do nazwiska rodowego „Lamot” pseudonimu „Wrona". 28 lipca 1928 mianowany p.o. wojewody pomorskiego, a 12 lipca 1929 wojewodą. Pozostawał na tym stanowisku do 18 listopada 1931.
Podczas II wojny światowej walczył w Polskich Siłach Zbrojnych na Zachodzie. Po demobilizacji pozostał na uchodźstwie w Wielkiej Brytanii.

## Ordery i odznaczenia
- Krzyż Niepodległości (16 września 1931)[3]
- Krzyż Oficerski Orderu Odrodzenia Polski (27 grudnia 1924)[4]